# Aktiebolag
Aktiebolag (швед. вимова: [²aktsɪɛbʊˌlɑːɡ], «акціонерне товариство») — шведський термін для корпорації або установи, яка відповідає товариству з обмеженою відповідальністю. Коли використовується в назві компанії, скорочується до AB (шведською), Ab (фінською шведською), або A/B (для деяких старих компаній), грубо еквівалентно абревіатурі Ltd та PLC. Державна установа, відповідальна за реєстрацію aktiebolag в Швеції називається Шведська служба реєстрацій компаній.

## Швеція
Усі aktiebolag підрозділяються на дві категорії: товариство з обмеженою відповідальністю та відкрита публічна компанія з обмеженою відповідальністю. Назва товариства з обмеженою відповідальністю не може включати слово publikt («публічний»), а назва відкритої публічної компанії не може містити слово privat або pvt («приватний»).

### Публічні
Публічне товариство з обмеженою відповідальністю (publikt aktiebolag) легально позначається як AB (publ) у Швеції або Abp у Фінляндії. Шведська акціонерна компанія повинна мати мінімальний акціонерний капітал 500 000 шведських крон, а її акції можуть бути запропоновані широкій громадськості на фондовому ринку. Суфікс «(publ)» іноді пропускається в текстах неформального характеру, але, згідно з Шведською службою реєстрації компаній, «назва акціонерного товариства повинна бути зазначена з терміном (publ) після назви підприємства в статути та в іншому місці», якщо з назви підприємства не зрозуміло, що компанія є акціонерним товариством.

### Приватні
Для приватного товариства з обмеженою відповідальністю у Швеції (privat aktiebolag) мінімальний статутний капітал становить 50 000 шведських крон. Основними законодавчими актами Швеції, що регулюють товариства з обмеженою відповідальністю, є Закон про компанії (Aktiebolagslagen (ABL) 2005:551) і Указ про обмежені компанії (Aktiebolagsförordningen 2005:559). Положення закону в ABL передбачають, що материнські компанії та дочірні компанії є окремими юридичними особами та юридичними сутністями.

### Приклади
Абревіатуру AB можна побачити в назвах таких компаній, як-от Ericsson AB, MySQL AB, Mojang AB, Spotify AB, Scania AB.

## Фінляндія
Термін aktiebolag використовується в фінській шведській мові (шведська, якою розмовляють у Фінляндії), разом з фінським osakeyhtiö; вибір та порядок залежить від того, яку робочу мову використовує компанія.